# Tännäs-Ljusnedals församling
Tännäs-Ljusnedals församling är en församling i Södra Jämtland-Härjedalens kontrakt i Härnösands stift. Församlingen ingår i Härjedalens pastorat och ligger i Härjedalens kommun i Jämtlands län.

## Administrativ historik
Tännäs-Ljusnedals församling bildades 2006 genom sammanslagning av församlingarna Tännäs och Ljusnedal och utgjorde sedan till 2017 ett eget pastorat. Församlingen ingår sedan 2017 i Härjedalens pastorat.

## Kyrkor
- Tännäs kyrka
- Ljusnedals kyrka
- Funäsdalens kyrka
- Bruksvallarnas fjällkapell
- Högvålens kapell

### Bilder

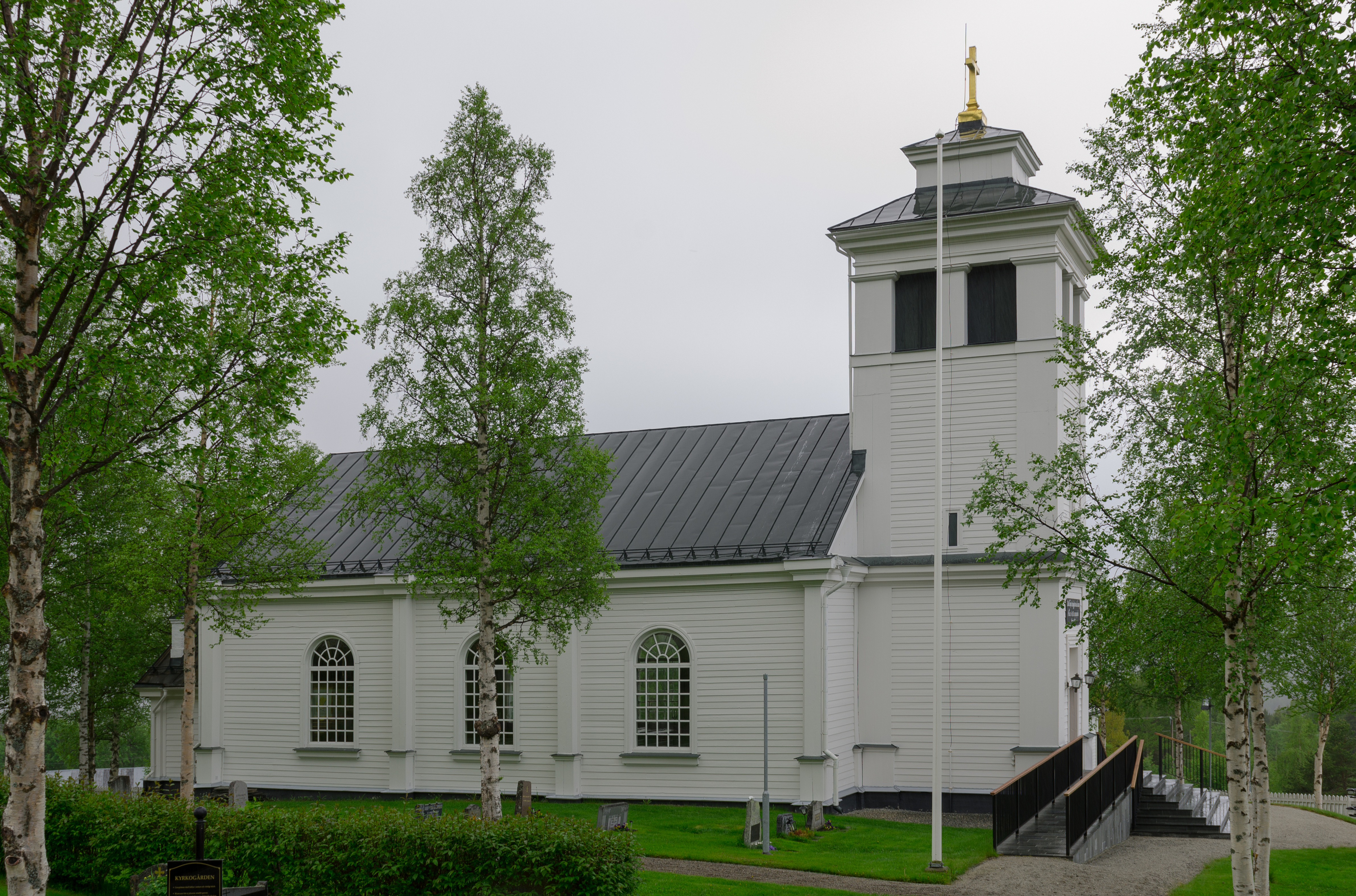
Tännäs kyrka
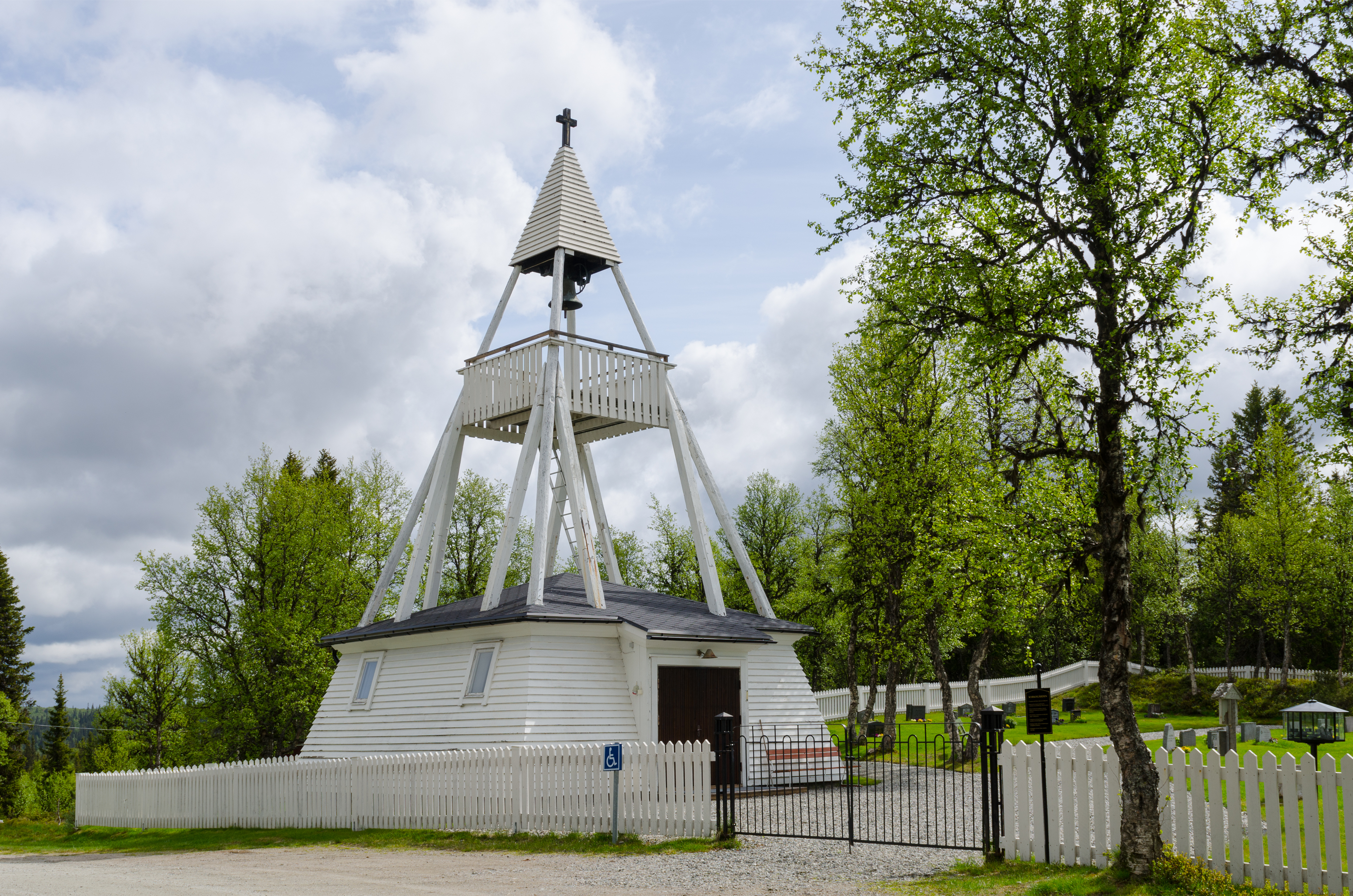
Högvålens kapell
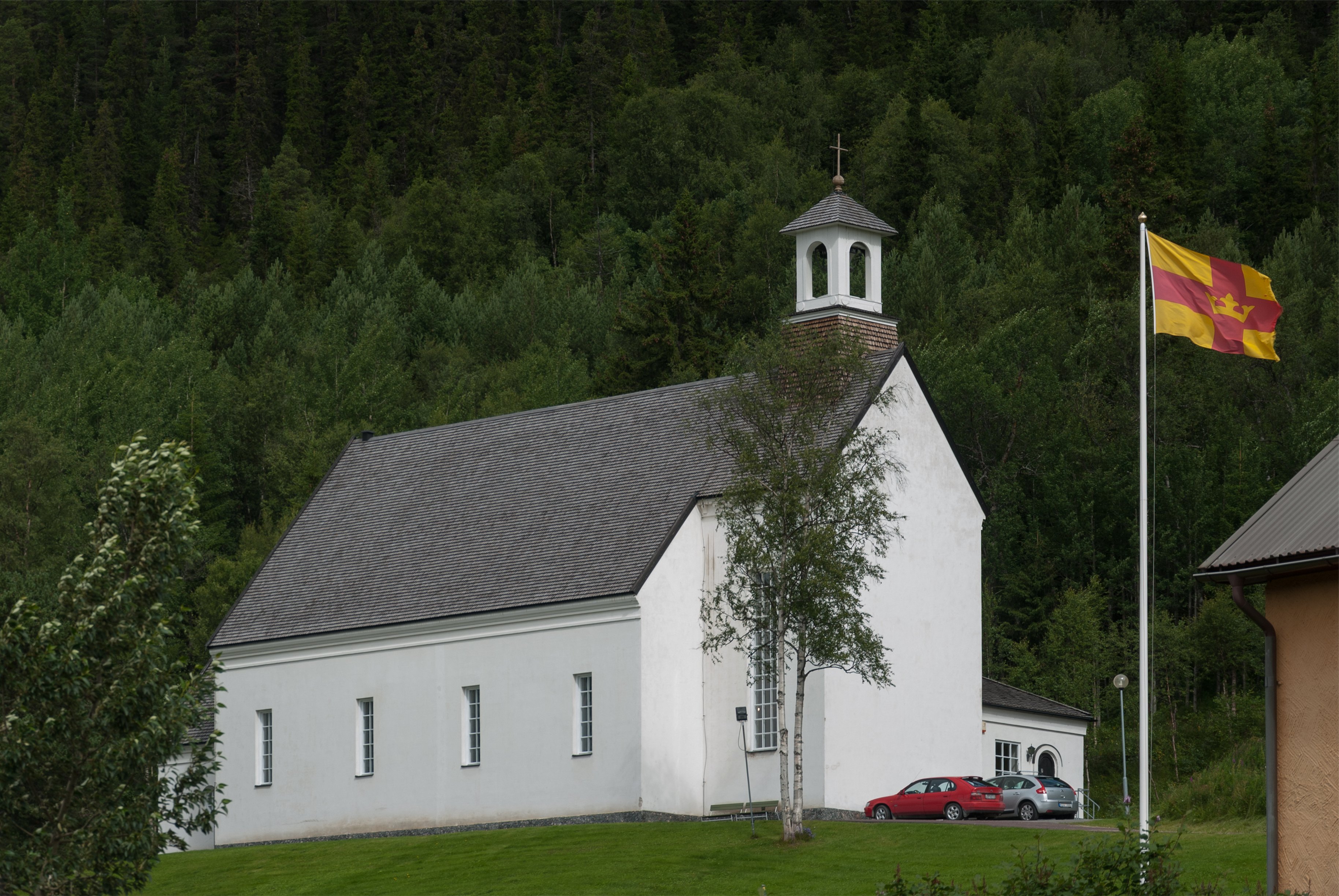
Funäsdalens kyrka